# Johannes Hancke
Johannes Hancke  (também conhecido como Jan Hancke ou Joannes Hancke; Nysa, 2 de fevereiro de 1644 — Brno, 24 de agosto de 1713) foi um teólogo jesuíta e matemático alemão.
John Hancke nasceu em Nysa, entrando para a ordem dos jesuitas em 1664. Após o noviciado em Brno, estudou teologia de 1670 a 1674 na Universidade de Breslávia e na Universidade Carolina, e publicou sua Theses Mathematicae em 1676. Lecionou matemática e teologia em Praga, e na Universidade Palacký e na Universidade de Breslávia. Morreu com 69 anos de idade em Brno.

## Obras
- Positiones ex universa theologie scholastice. 1672
- Genesis montium propositionibus physico-mathematici illustrata. 1680
- Tenebrae summatim illustratae sive doctrina eclipsium … Christophorus Küchler, Mainz 1682[2]
- Praedictio astronomica solaris deliquii ad annum 1684. 1683
- Horologium nocturnum magneticum. 1683
- com Kaspar Neumann: Exercitatio catoptrica de idolo speculi. Baumann, Breslau 1685
- Litera de cogitata et Romae agitata reformatione calendarii Gregoriani. 1702